# 天舟八号
天舟八号货运飞船是天舟系列货运飞船的第八次飞行任务，于2024年11月15日23时13分许从中国文昌航天发射场使用长征七号遥九运载火箭发射升空发射。并采取3小时快速自主交會對接方案，于11月16日凌晨02时32分许与空間站組合體在軌完成交会对接。2025年7月8日，天舟八号撤离空间站组合体；7月9日，飞船受控再入大气层，任务结束。
執行本次任務的天舟八號飛船是天宮空間站的第十七个对接组件、第十五艘到訪航天器以及第七艘無人貨運飛船，该飞船同时也是自天舟六号起的新一批次六艘飞船中的第三艘。本次任务是中国空间站工程进入应用与发展阶段后的第三次货运补给任务。
自天舟八号任务起，为适应载人航天工程应急发射专项要求，天舟飞船任务增加设置一枚备用的长七火箭以及货运飞船（天舟九号），可在3个月内完成应急发射任务。

## 任务历史
- 2024年9月6日，台风摩羯在海南省文昌市登陆。此时天舟八号已经进入文昌航天发射场，正在开展总装测试工作。受其影响，天舟八号任务由2024年9~10月调整至2024年11月中旬发射，也从神舟十九号的前序任务变为了后序任务。[13]受此影响，天舟八号任务的任务标识也进行了适应性调整。[14]
- 2024年11月13日，天舟八号货运飞船与长征七号遥九运载火箭组合体垂直转运至发射区。[15]
- 2024年11月15日23时13分，天舟八号于文昌航天发射场发射。[16]
- 2024年11月16日02时32分，天舟八号采用自主快速交会对接模式，成功对接空间站天和核心舱后向端口。[16]
- 2025年7月8日15时09分，天舟八号从空间站组合体撤离转入独立飞行阶段。
- 2025年7月9日6时42分，天舟八号受控再入大气层，飞船绝大部分器件在再入大气层过程中烧蚀销毁，少量残骸落入预定安全海域。[17]

## 运载物
天舟八号携带了总重约6吨左右的物资补给，共247件货物。其中包括服装、食品、日用品等生活物资、平台设备、推进剂和科学载荷，可共3名航天员连续9个月的在轨工作和生活。物资中还包括春节年货等节日礼包，以及航天员为自己所准备的一些私人物品等。
本次任务搭载了约458公斤的科学实验物资，这些物资约有80余件产品，囊括了实验载荷、实验单元及样品、实验耗材、备品备件等在轨实验保障物资和共用支持类应用物资。计划将用于空间生命科学与生物技术、空间材料科学、微重力流体物理与燃烧以及空间应用新技术试验等领域的36项空间科学实验，承研单位包括30个研究所、大学及公司。此外，天舟八号还首次搭载了诸如果蝇实验盒、月壤砖等新的实验设施。
经过改进后的天舟八号货运飞船相较此前发射的天舟六号、天舟七号飞船增加了约200多升的装载空间以及100多千克的载货量，是截至其发射时运载能力最强的货运飞船。

## 任务标识
天舟八号任务标识在2023年8月31日至9月30日面向全社会征集，10月28日至11月5日对5个候选方案开展网络投票，11月19日选定方案。天舟八号任务标识是中国载人航天工程第二批面向全社会公开征集的任务标识之一。
天舟八号任务标识设计者为为中国航天科技集团中国空间技术研究院北京空间科技信息研究所北京神舟航天文化创意传媒公司设计师杨希。天舟八号任务标识背景为宇宙空间，其中星光闪耀，照亮航天事业的漫漫征程，引领航天事业的蓬勃发展。数字“8”与天舟飞船尾焰相结合，线条简约突出主题。红、黄、蓝三色尾焰同时也展现了中国航天人无限的能量，也寓意了中国航天事业的包容性，以及为了促进世界航天事业的多样性及和谐发展做出的努力。以中国蓝作为标识的主色调，不同蓝色凸显宇宙空间的广阔与神秘，辅以明亮色彩展示航天事业活力无限，能量满满。
由于天舟八号任务发射时间由神舟十八号撤离空间站前调整至了神舟十九号到达空间站后，其对接的空间站组合体构型也发生了变化，与空间站对接的神舟飞船由径向对接口的神舟十八号变为了前向对接口的神舟十九号。天舟八号任务标识对此进行了适应性修改。